# Homodotis megaspilata
Homodotis megaspilata är en fjärilsart som först beskrevs av Walker 1862a.  Homodotis megaspilata ingår i släktet Homodotis och familjen mätare. Inga underarter finns listade i Catalogue of Life.

## Bildgalleri

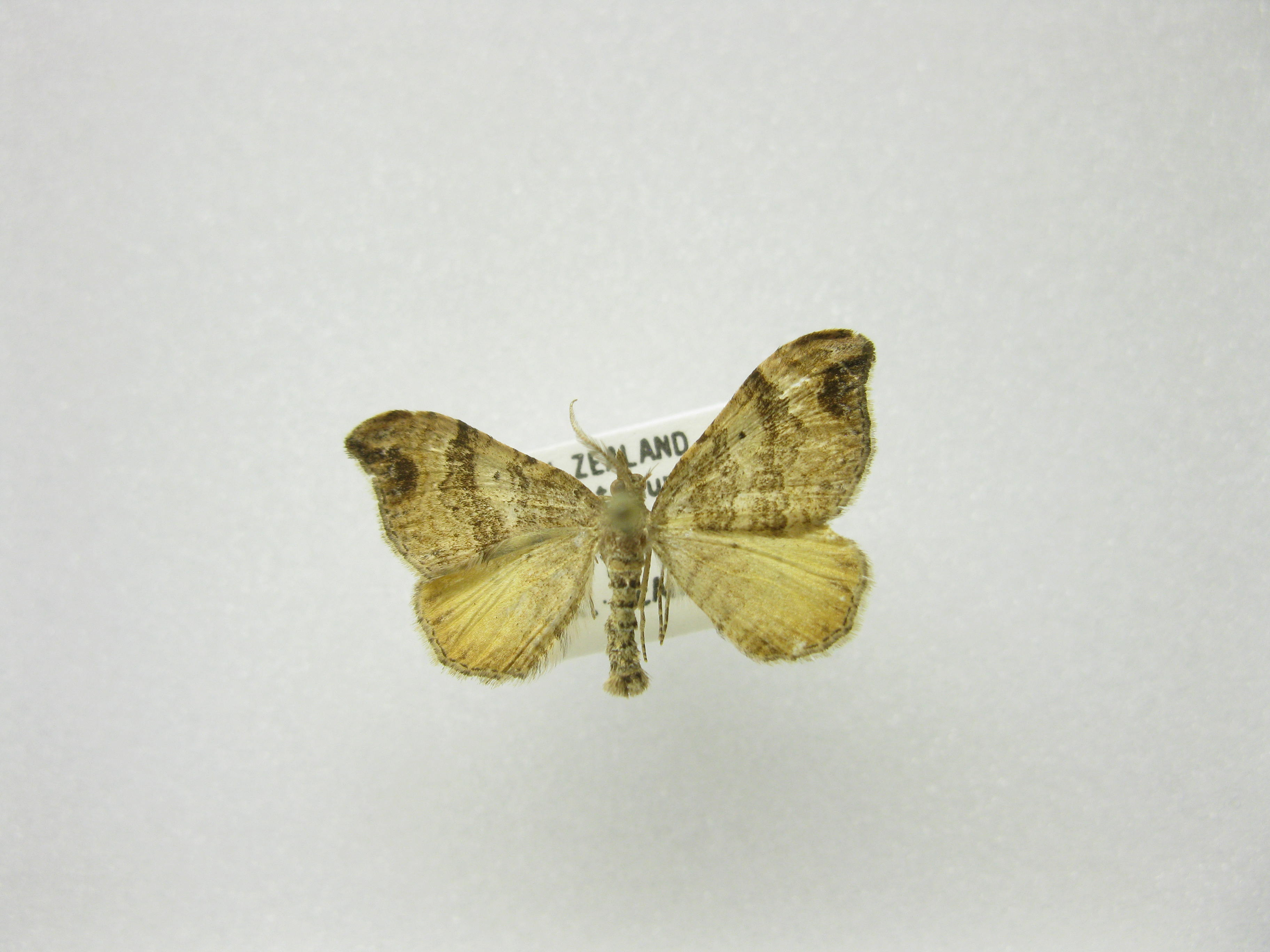